# دمیس هاسابیس
سر دِمیس هاسابیس (زاده ۲۷ ژوئیه ۱۹۷۶) دانشمند کامپیوتر، محقق هوش مصنوعی بریتانیایی است. او پیش از این برنامه‌نویس و طراح بازی‌های ویدئویی هوش مصنوعی و بازیکن متخصص بازی‌های تخته ای بود. او مدیرعامل اجرایی و یکی از بنیانگذاران دیپ‌مایند و آیزومورفیک‌لب، و مشاور هوش مصنوعی دولت بریتانیا است.
او از اعضای انجمن سلطنتی است و جوایز معتبر بسیاری را برای کار خود در آلفافولد از جمله جایزه بریکترو، بین‌المللی گاردینر کانادا و جایزه لسکر دریافت کرده است. در سال ۲۰۱۷ او به عنوان یک شوالیه نشان امپراتوری بریتانیا منصوب شد و در لیست ۱۰۰ تأثیرگذارترین افراد تایم قرار گرفت. در سال ۲۰۲۴ به دلیل خدمات به هوش مصنوعی لقب شوالیه دریافت کرد.
هاسابیس و جان ام. جامپر نیمی از جایزه نوبل شیمی ۲۰۲۴ را برای پیش‌بینی تاخوردگی پروتئین دریافت کردند.

## دوران اولیه زندگی و تحصیل
هاسابیس از پدری یونانی قبرسی و مادری سنگاپوری چینی به دنیا آمد و در شمال لندن بزرگ شد. او که از سن ۴ سالگی یک کودک نابغه در شطرنج بود، در سن ۱۳ سالگی با رتبه الوی ۲۳۰۰ به درجه استادی رسید و کاپیتان بسیاری از تیم‌های شطرنج نوجوانان انگلستان بود. او نماینده دانشگاه کمبریج در مسابقات شطرنج دانشگاه آکسفورد-کمبریج در سال ۱۹۹۵، 1996 و ۱۹۹۷، برنده یک‌نیمه آبی بود.

## زندگی شخصی
حسابیس با خانواده اش در شمال لندن زندگی می‌کند. او همچنین طرفدار مادام العمر باشگاه لیورپول است.